# Axius Valles
Axius Valles es una formación geológica de tipo valle en la superficie de Marte, localizada con el sistema de coordenadas planetocéntricas a -51.03° latitud N y 74.77° longitud E, que mide 435.95 km de diámetro. El nombre fue aprobado por la Unión Astronómica Internacional en 1979 y hace referencia a una característica de albedo que toma el nombre del río Vardar de Macedonia del Norte y Grecia.